# Boleslav Kvapil
Boleslav Kvapil (16. července 1934, Třebíč – 24. června 2017, Gottmadingen, Bádensko-Württembersko) byl český umělec a reklamní grafik.

## Život
Kvapil se narodil v roce 1934 v Třebíči, jeho rodina však žila v Jemnici. Po únorovém převratu v roce 1948 byl jeho otec společně s dvěma staršími bratry vzati do vazby. Boleslav musel opustit školu a dalších 13 let pracoval v uhelném dole. Teprve v roce 1961 byl propuštěn, poté absolvoval grafickou školu a navštěvoval večerní školu, aby se připravil na studium na Univerzitě Karlově v Praze. Zde studoval od roku 1968 do roku 1969 dva semestry žurnalistiky. Se svou rodinou uprchl přes Jugoslávii do Rakouska. V roce 1971 se po krátkém pobytu v Ingelheim am Rhein po smrti své první ženy přestěhoval do Hegau. Zde pracoval jako reklamní grafik pro firmu Alusingen. Od roku 1975 byl nezávislým umělcem v oblasti Bodamského jezera.

## Dílo
Během své kariéry pracoval na různých projektech a byl známý svými uměleckými díly, které často zachycovaly krásy přírody a krajiny.

## Výstavy
- 1975, Staatsgalerie Stuttgart, Stuttgart
- 1979, Happy Joss Galerie, Werner Veigel, Hamburk
- 1980, Rathaus Pforzheim, Pforzheim
- 1982, Botschaft Wien „Internationale Künstler“ und Sapsborg, Norsko
- 1987, Europäische Kunst der Gegenwart, Lucemburk
- 1987, Kreative Außenseiter der Kunst aus Baden – Württemberg, Singen am Hohentwiel
- 1990, Universita, Kostnice
- 1993, Internationale Kafka Gesellschaft, Praha
- 1996, IG Metall Galerie Frankfurt / Main, Frankfurt nad Mohanem
- 1999, Rathaus Singen am Hohentwiel, Singen am Hohentwiel
- 2007, Galerie Burkharthof, Neukirch – Egnach, Švýcarsko
- 2009, Rathaus Singen am Hohentwiel „malerisch – poetisch – satirisch“, Singen am Hohentwiel
- 2011, Landratsamt Konstanz „Allzu Menschliches“, Kostnice
- 2014, Rathaus Stockach „Seelenlanschaft – Seelandschaft“, Stockach
- 2015, Rathaus Singen am Hohentwiel „KVAPIL – noch nie gesehen“, Singen am Hohentwiel
- 2017, Bürgersaal „Wie der Prager Frühling nach Gottmadingen kam“
- 2017, Schloß Randegg „Chapeau! Kvapil“  Bildwerke aus fünf Jahrzehnten, Randegg
- 2018, Museum Rosenegg in Kreuzlingen „Freiheit die ich meine“, Rosenegg in Kreuzlingen
- Ab 2020 Daueraustellung im „Haus am Hohentwiel“, Singen am Hohentwiel